# استيبان غرانادوس
أوسكار استيبان غرانادوس (بالإنجليزية: Oscar Esteban Granados) لاعب كرة قدم كوستاريكي، يلعب بنادي «سي أس هاريديانو» بالدوري الكوستاريكي، كما يلعب في منتخب كوستاريكا لكرة القدم المشارك في بطولة كأس العالم 2014 المقامة في البرازيل.

## روابط خارجية
- استيبان غرانادوس على موقع قاعدة بيانات كرة القدم.إي يو (الإنجليزية)
- استيبان غرانادوس على موقع ناشيونال فوتبول تيمز (الإنجليزية)
- استيبان غرانادوس على موقع Soccerway.com (الإنجليزية)
- استيبان غرانادوس على موقع AS.com (الإسبانية)